# Culicoides leucostictus
Culicoides leucostictus är en tvåvingeart som beskrevs av Jean-Jacques Kieffer 1911. Culicoides leucostictus ingår i släktet Culicoides och familjen svidknott. Inga underarter finns listade i Catalogue of Life.